# Abarema commutata
Abarema commutata är en ärtväxtart som beskrevs av Rupert Charles Barneby och James Walter Grimes. Abarema commutata ingår i släktet Abarema och familjen ärtväxter. Inga underarter finns listade i Catalogue of Life.